# サニーレタス
サニーレタスは、非結球型のレタスである葉レタス（学名 Lactuca sativa var. crispa、リーフレタス、チリメンチシャ）の品種のうち、特に紅色から紅褐色がかかった葉を有する品種の日本における総称である。別名にアカチリメンチシャ（赤縮緬萵苣）、レッドレタスがある。リーフレタスの中でも、一番に日本に定着したレタスの種類でもある。

## 名称
「サニーレタス」（sunny lettuce）は、日本独自の造語（和製英語）であり、英語圏では同様の品種のことを“red-tip leaf lettuce”あるいは“red leaf lettuce”などと呼ぶ。「サニーレタス」の名称は1982年に商標登録出願されたが、1985年に審決により拒絶されたという経緯があり、以降、市場で一般に通用する名称（市場名）として定着している。なお、葉レタスが「チリメンチシャ」と呼ばれるのは、葉の断端がちりめん状に縮れているからである。
雑学書の類などでは、「サニーレタスの正式名は『スタンクトン・アーリーレッド』である」などという主張がみられることがある。また、サニーレタスの名は、日産の大衆車「サニー」に由来するといわれることもある。

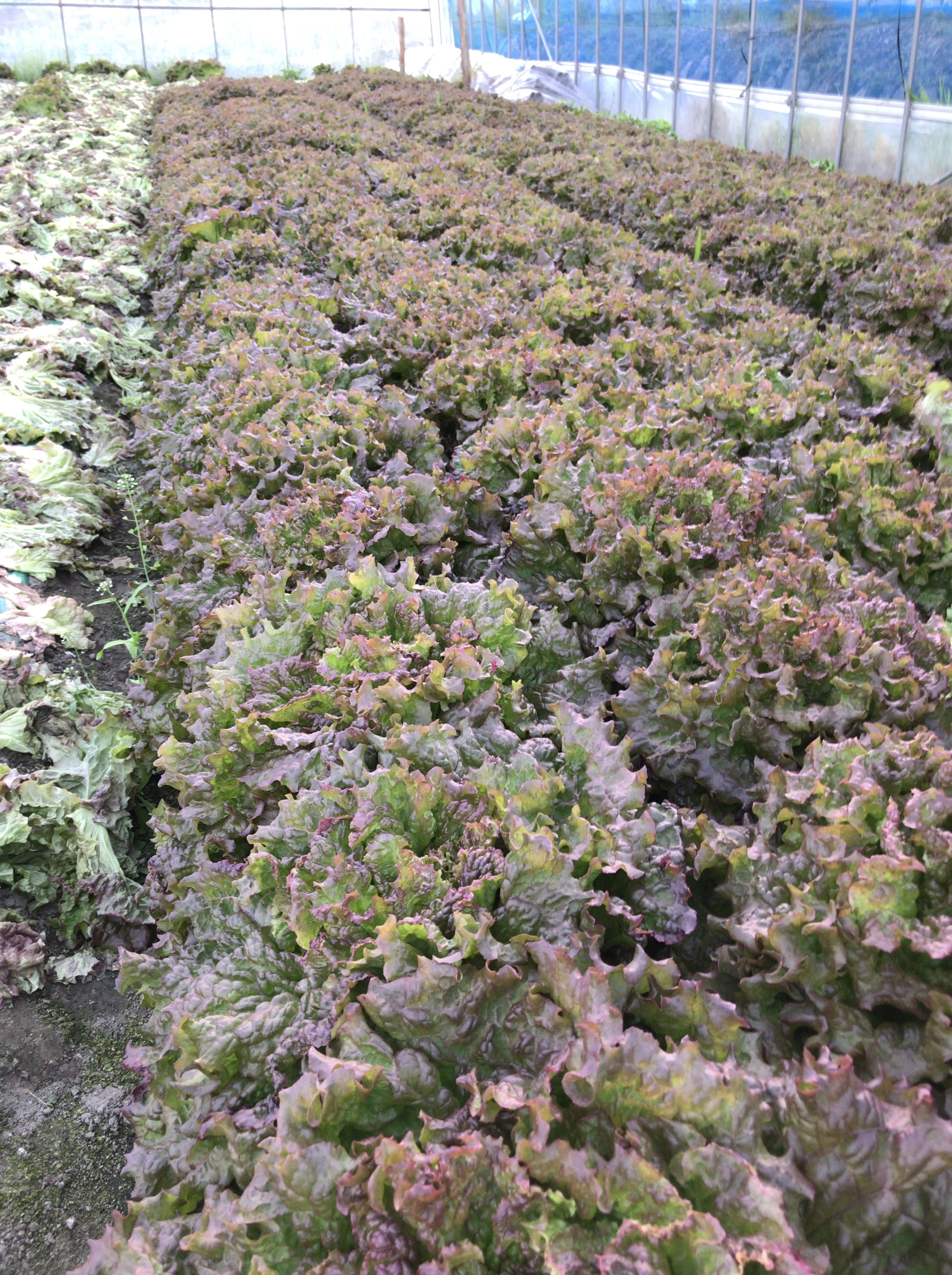
サニーレタスを栽培している圃場(ビニールハウス内)
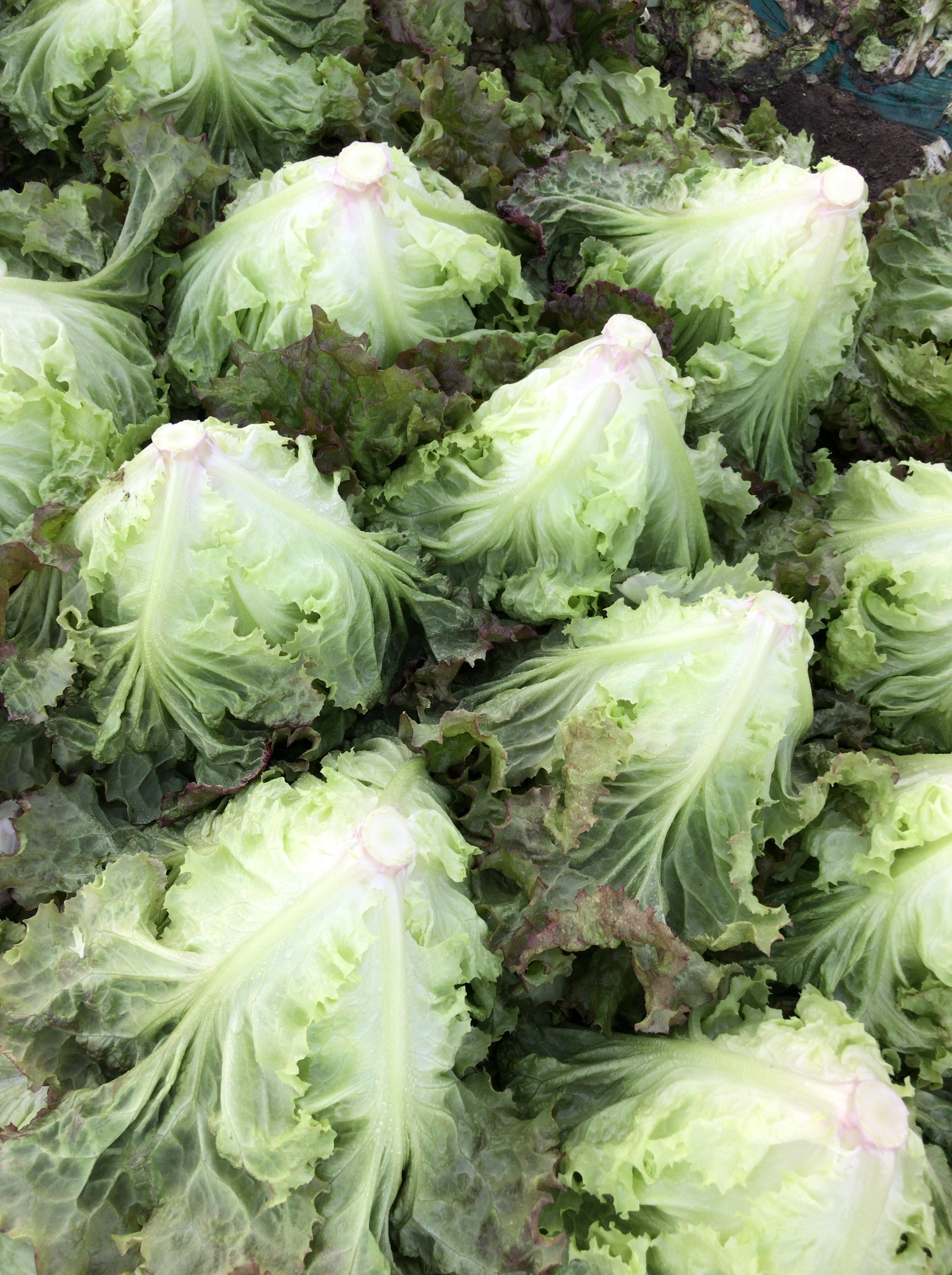
収穫中のサニーレタス
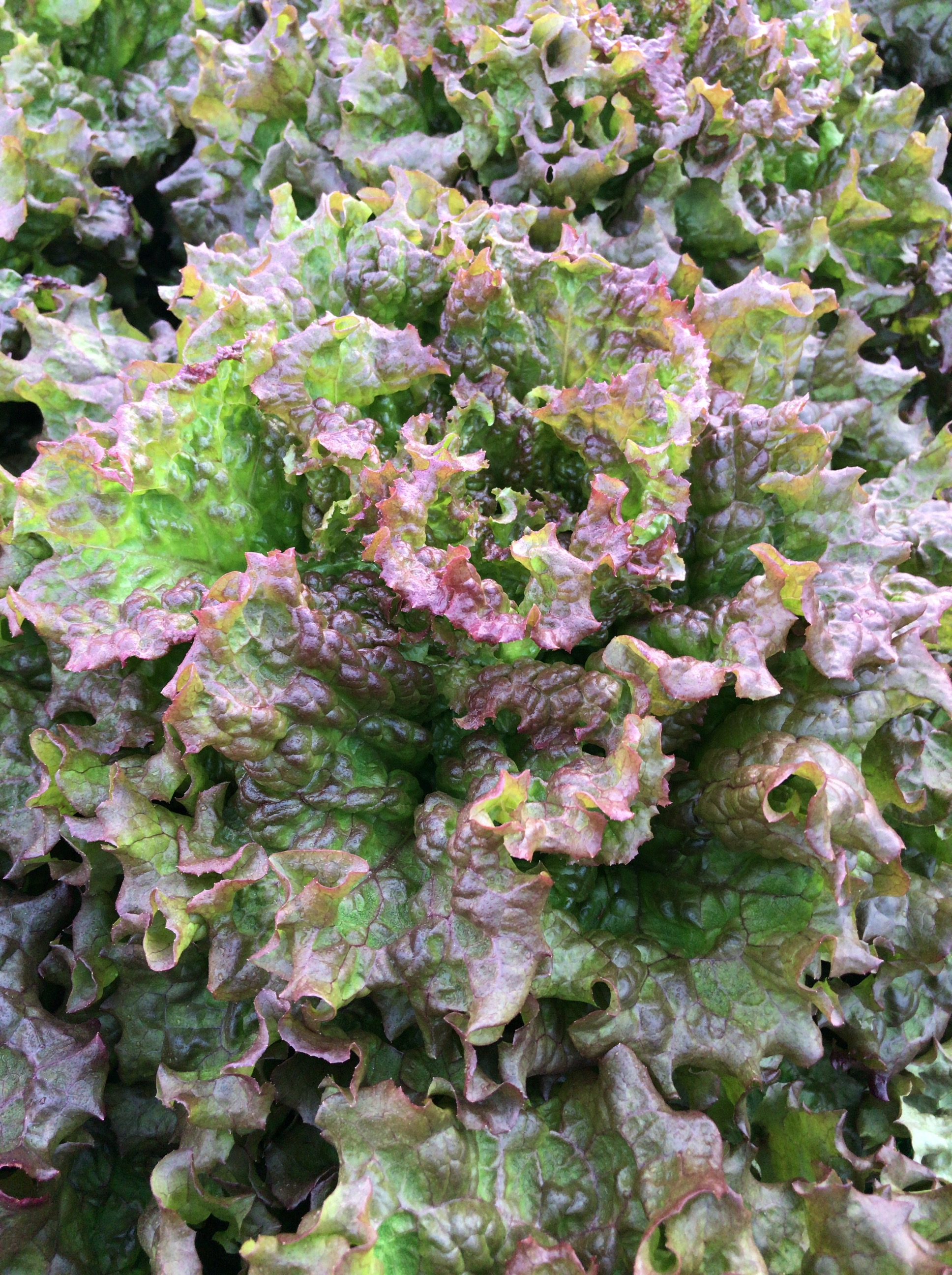
サニーレタスの株

## 歴史
日本でサニーレタスが栽培されるようになった発端は、愛知県で農業を営んでいた朝倉昭吉が1965年頃から行っていたレタスの研究にさかのぼる。朝倉は、食生活の洋風化や外食産業の成長を見据え、どのような農作物が時代のニーズに合うのか模索する過程で、さまざまな種類のレタスを試作していた。当時の日本では、レタスと言えばもっぱら結球型のいわゆる「玉レタス」のことであり、朝倉自身、非結球型の「葉レタス」を知らず、最初に葉レタスを収穫した際には、失敗作だと思ったという逸話もある。
あるとき、レストランの厨房で、玉レタスの葉を一枚ずつはがす作業を目にした朝倉は、調理に手間のかからない葉レタスなら業務用として適しているではないかとひらめいた。また、レタスの色は赤いほうが、西洋料理の彩りにふさわしいと考えた。こうして朝倉は海外から「プライズヘッド」と呼ばれる葉レタスを導入し、地元の8人の仲間とともに試作品を完成させた。試作品は「レッドレタス」と名づけられた。初出荷は1971年11月14日のことである。
当初は、「こんな赤いレタスが売れるわけがない」と青果卸売業者からも門前払いされるほどであったが、日本に駐在する外交官など葉レタスに食べ慣れた外国人を中心に話題を呼び、およそ10年の歳月を費やし徐々に供給体制の整備を進めていった。朝倉は、葉レタスの梱包作業時間を短縮させる専用の包装具も開発しており、これも葉レタスが全国的に普及した一助となった。また同じ頃、料理研究家の江上トミから「レッドレタスでは語呂が良くない」という助言を受け、「太陽の恵みを全葉に受けて赤色がきれいに出た」というイメージで、名前を「サニーレタス」に変更した。サニーレタスの名は、他の農家の目からも魅力的にうつり、他県の農協からも「サニーレタスの名称を使いたいので使用料を教えてほしい」といった相談が殺到したという。1980年代に入るころには、サニーレタスの名称は、新聞でレシピを紹介されるなど、赤みのある葉レタスを総称する一般名詞として家庭によく浸透し、前述の通り商標登録の出願が拒絶されるほどであった。一般に野菜の開発や広告活動は、大規模な試験場や大手種苗会社が担うことが通例であり、一農業者の手がけた新品種がここまで広まった例は、あまり類をみないという。朝倉は、サニーレタスの包装具を開発した功績により1987年に科学技術庁長官賞を受賞、またサニーレタスを全国に普及させた功績により2002年に黄綬褒章を受章している。

## 特徴

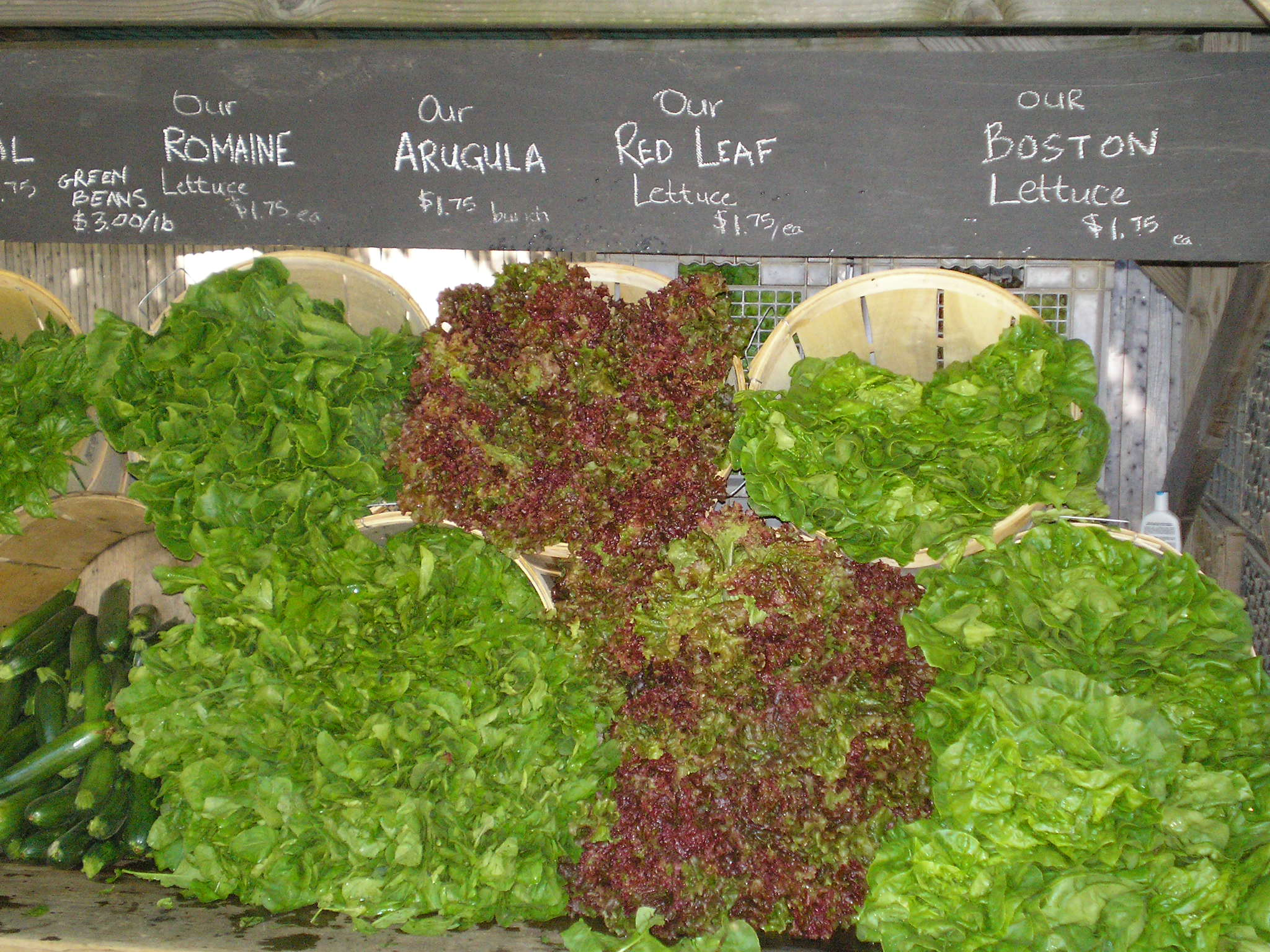
陳列中央は紫色のサニーレタス。向かって左側は立ちレタス（romaine lettuce）、右側はサラダ菜（Boston lettuce）

食品としては緑黄色野菜に分類される。淡色野菜である結球レタスとは姿は異なり、リーフレタスの種類の中でも葉の先が縮れるとともに赤紫色を呈するのが特徴。この色は光に対する防御のために細胞内に蓄積されるアントシアニンによる。日照の十分な露地栽培では良く呈色するが、屋内での水耕栽培など人工的な環境下で育てた場合、光条件によっては十分に色がつかない場合がある。
栄養価においてはレタスと比べてβ-カロチンの含有量が多い。他にビタミンC・B・K、葉酸（ビタミンM）、カルシウム、鉄分、カリウム、食物繊維などが含まれている。

## 栽培
種は育苗箱に筋まきして、本葉が出たころに育苗ポットへ植え替える。ポットで本葉5 - 6枚まで育苗したら、畝をたてた畑に、株間30センチメートル (cm) 間隔で定植する。植え付けから2週間後、ぼかし肥や鶏糞などで畝間に追肥する。葉が生長して20 cmくらいになったら収穫する。収穫方法は、使う分だけ葉を掻き取ったり、あるいは株ごと刈り取る。

## 利用
他の葉レタス類と同様、生のままサラダの具として使用される。カキチシャ（ツツミナ、サンチュ、상추）の代用として焼肉を巻くのに用いられることもあるが、カキチシャと葉レタスは本来別品種である。

## 品種一覧
本来「サニーレタス」自体が特定の葉レタスの品種を指す名称なのだが、他にも「サニーレタス」と称される品種は、以下のように多数存在する。
| 品種名                             | 品種登録年 | 登録者・販売元 | 出典          |
| キュアレッド1号                    |            | 横浜植木       | [ 20 ]        |
| キュアレッド2号                    |            | 横浜植木       | [ 20 ] [ 21 ] |
| 晩抽サーフレッド                   |            | 横浜植木       | [ 20 ]        |
| ハリウッド                         |            | 横浜植木       | [ 20 ]        |
| ハワイ2号                          |            | 横浜植木       | [ 20 ]        |
| ロザンナ                           |            | 横浜植木       | [ 20 ]        |
| サニーレタス                       |            | 大国屋種苗     | [ 22 ]        |
| サニーレタス（四季ちりめんチシャ） |            | 日光種苗       |               |
| サニーレタス（なんそうべに）       |            | サカタのタネ   | [ 23 ]        |
| サニーレタス（にしなべに）         |            | サカタのタネ   | [ 24 ]        |
| サニーレタス（レッドウェーブ）     |            | サカタのタネ   | [ 25 ]        |
| レッディー（赤ちりめんちしゃ）     |            | 丸種           | [ 26 ]        |
| リーフレタス（プライズヘッド）     |            | 藤田種子       | [ 27 ]        |
| レッドスパン                       |            | カネコ種苗     | [ 28 ]        |
| マザーレッド                       |            | タキイ種苗     | [ 29 ]        |
| レッドファイヤー                   |            | タキイ種苗     | [ 30 ] [ 31 ] |
| レッドファルダー                   |            | タキイ種苗     | [ 32 ]        |
| レッドエース                       |            | みかど協和     |               |
| 長・野22号                         |            | 長野県         | [ 33 ]        |